# Orlai Tibor
Orlai Tibor (Budapest, 1957.) közgazdász, magánproducer, az Orlai Produkciós Tanácsadó és Szolgáltató, korábban pedig a Novotrading Medical Kft. alapító-ügyvezető igazgatója. Olyan színházi előadások fűződnek nevéhez, mint a Hat hét, hat tánc, a Férfi és Nő, az Esőember színpadi változata vagy az Egyasszony.

## Élete
Édesanyja orvos.
1980-ban szerzett a Közgazdaságtudományi Egyetemen közgazdászdiplomát. Előbb – hosszú ideig – a Medicornál dolgozott, majd megalapította saját, orvosi eszközök forgalmazásával és közbeszerzési eljárások bonyolításával foglalkozó cégét, a Novotrading Medical Kft.-t, amelynek a 2010-es évekig ügyvezető igazgatója volt.
A színház már fiatal korában érdekelte. Édesanyja, aki a kultúra szeretetére és fontosságára nevelte, sokat járt vele operába, színházba. Ez végigkíséri az életét. Egy barátján, Honyecz Ferencen – aki akkor a Mester és tanítványai zenekar basszusgitárosa volt – keresztül ismerte meg Eszenyi Enikőt és az E-tangó című lemezének szervezését vállalta el. Ezt követte A Combok csókja zenés színpadi mű, mellyel elindult az együttműködés. Egy-két évente egy-egy új előadást hoztak létre Eszenyi Enikővel. Ilyen volt a PingSzving vagy az Ég és Nő között. Ezzel egy időben, 1997-ben hozta létre az Orlai Produkciós Irodát, amellyel, mint egy önálló jogi személy végezte a magánproduceri tevékenységet. Ekkor tanult meg sok, későbbiekben is hasznosított látásmódot, gondolkodást, igényességet.
2005 táján érezte úgy, hogy a produkciós iroda megérett arra, hogy egy kicsit bővítse a repertoárt önálló színházi előadások létrehozásával. Elsőként a Hat hét, hat táncot hozta létre Vári Évával és Kulka Jánossal, valamint Ilan Eldad közreműködésével, aki a darabot hozta és rendezte. Az előadás bemutatója 2006. szeptember 30-án, a Thália Színházban volt. Az ezt követő produkció, a Férfi és Nő koncert ötletét 2006-ban a Sony BMG vezérigazgatója, Geszti Margit találta ki.
Az Orlai Produkciós Iroda nagyszínpadi előadásainak 2010 óta legfontosabb helyszíne a Belvárosi Színház, mely mellett Budapesten több színházban is játszanak és játszottak előadásokat, mint a Jurányi Produkciós Közösségi Inkubátorház, a Spinoza, a Centrál, a Thália, a Nemzeti, a Szkéné, a Pesti vagy a Katona József Színház. Produkcióikat utaztatják is, szerte az országban, illetve a határon túli magyarok lakta településekre (Lendva, Pozsony, Arad, Sepsiszentgyörgy), fesztiválokra is. Orlai Tibor az előállítások költségeit szponzorációból, illetve saját befektetésből igyekszik megteremteni. A produkcióknak azonban a későbbiek folyamán – a havi átlagukat nézve – összességükben önfenntartóknak kell lenniük vagy pluszban annyit termelniük, hogy minden befektetett pénzt megtérítsenek és újabb produkciók születhessenek, hiszen a produkciós irodának nincs fix fenntartói bevétele.
Alapvető feladatának tartja, hogy a lehető legnagyobb lehetőségeket biztosítsa a tehetséges fiataloknak, de emellett törekszik arra is, hogy a már ismertebb, nagy formátumú művészek is folyamatosan jelen legyenek színházában.
Az Orlai Produkciós Irodának két vetülete van. Bár elsősorban szélesebb köröket megszólító szórakoztató színházzal foglalkozik, – mely produkciók kiválasztásában ugyanakkor fontos szerepe van annak, hogy a társadalmat érintő lényegi kérdésekre reflektáljon, illetve a hitelességnek és a gondolatiságnak, – de minden évben bemutat úgynevezett rétegszínházi előadásokat, mint például az Egy őrült naplója, az Egyasszony, a Jadviga párnája, a Happy ending vagy a Fédra fitness és nagy hangsúlyt fektet a független színházi produkciók támogatására is. Így 2013 óta működik együtt a K2 Színházzal, előtte pedig a KOMA társulatot és a HOPPartot támogatta, de ilyen koprodukció a Jurányi Produkciós Közösségi Inkubátorházban játszott Gerlóczy Márton kortárs darabja, az A csemegepultos naplója is. Iskolai tantermi projekteket is létrehoz.

A 2017–2018-as évadtól az Orlai Produkciós Iroda mindkét fél számára egzisztenciális biztonságot jelentő megállapodást kötött azokkal a színészekkel, rendezőkkel, tervezőkkel és más alkotókkal, akikkel már évek óta együtt dolgoztak, de eddig csak projekt alapon. A „kvázi társulat” tagjai számára évadonként minimum két bemutatót garantál, melyek egyeztetésénél az iroda elsőbbséget élvez, de ami mellett a művészeknek abszolút szabadsága van. Az „Együtt, szabadon” hívószavakkal frissen szervezett színházi alkotóközösség tizenkét színésze: Hernádi Judit, Benedek Miklós, Kovács Patrícia, Schruff Milán, Szabó Kimmel Tamás, Szikszai Rémusz, Mészáros Máté, Nagy Dániel Viktor, Járó Zsuzsa, Péter Kata, Ötvös András és László Lili lettek. Később csatlakoztok a társulathoz: Ullmann Mónika, Ficzere Béla, Pataki Ferenc, Gombó Viola Lotti és Rohonyi Barnabás.
Az Orlai Produkciós Iroda bemutatóinak száma a Színházi adattárban 2017. május 6-i lekérdezéskor társulatként regisztrálva: 38, színházként: 1.
Orlai Tibor produceri tevékenysége mellett több színházszakmai esemény (Junior Prima díj, a reflACT színházi fesztivál független alkotói pályázata) zsűrije és előadó a Budapesti Kommunikációs és Üzleti Főiskolán, a Színház- és Filmművészeti Egyetemen, illetve a Werk Akadémia színházi menedzser képzésén is szponzoráció és pénzügyi témakörökben.

### Alkotóközösség tagjai (2024/2025)
- Ficzere Béla
- Hernádi Judit
- Járó Zsuzsa
- László Lili
- Mészáros Máté
- Pataki Ferenc
- Rohonyi Barnabás
- Schruff Milán
- Ullmann Mónika

## Elismerései
- Színikritikusok Díja különdíj (produceri tevékenységéért, 2013)[16]
- Kék Szikra díj - Mozaik Közhasznú Egyesület az Autizmussal Élő Emberekért és a Kockacsoki Nonprofit Kft. (az autizmus ügyéért végzett több éves odaadó munkájáért, az Esőember és a Nemsenkilény című darabok színpadra viteléért, 2016)[17]

- Magyar Jótékonysági Díj 2021.